# أنيملز
أنيملز (بالإنجليزية: Animals)‏ هي أغنية من إنتاج دي جي الهولندي ومنتج التسجيلات مارتن غاركس، تم إصدارها كتنزيل رقمي في 17 يونيو 2013 على آي تيونز. الأغنية سرعان ما أصبحت أيقونة في ثقافة موسيقى الرقص الإلكترونية، مما أدى إلى أن يصبح غاركس أصغر منتج تحصل أغنيته على المركز الأول على متجر الموسيقى الإلكترونية بيتبورت. مثلت الأغنية نوعا ما نجاحًا تجاريًا كبيرا، حيث وصلت إلى العشرة الأغاني الأوائل أو على أقل تقدير احتلت لها مرتبة في عدد من التصنيفات الموسيقى الإلكترونية، فتصدرت قوائم الأغاني الفردية في المملكة المتحدة وسويسرا وبلجيكا الناطقة بالفرنسية، كما وصلت إلى الرقم 21 في الولايات المتحدة بيلبورد هوت 100.